# Каракудик (Алгинський район)
Каракуди́к (каз. Қарақұдық) — село у складі Алгинського району Актюбінської області Казахстану. Адміністративний центр Каракудицького сільського округу.
До 2009 року село називалось Чорноводськ.
Населення — 941 особа (2021; 846 у 2009, 984 у 1999, 998 у 1989).